# 世界豪華客船紀行
『世界豪華客船紀行』（せかいごうかきゃくせんきこう）は、BS11で2012年10月4日から2016年3月29日まで放送されたクルーズ紀行番組。本放送、再放送を2週間連続して交互に行っている。不定期で2時間枠の特番『世界豪華客船紀行スペシャル』も設けた（合計13回）。
制作プロダクションは「フリーモーション」が担当し、著作権はBS11とモ同社との共同保有であった。取材の制作協力はクルーズプラネットが行い、番組中のインフォマーシャルでクルーズの紹介をしている。

## 放送内容
2時間枠は「◎」印で示す。
- 第1回「エリザベス女王即位60周年記念 豪華クイーン・エリザベス号で魅惑の地中海クルーズ」
- 第2回「陽気なイタリアンシップで巡る、神話と遺跡のエーゲ海」
- 第3回「秋の味覚紀行　ぱしふぃっくびいなすの日本一周クルーズ」
- 第4回「大型アメリカンシップ　リバティ・オブ・ザ・シーズで巡る地中海クルーズ」
- 第5回「イタリアの大型カジュアル船で巡る東地中海クルーズ」
- 第6回「雄大な大自然と神秘のオーロラに出会うノルウェーフィヨルドクルーズ」
- 第7回「南欧3ヶ国とモロッコを巡る大航海・北アフリカエキゾティッククルーズ」
- 第8回「カジュアル船で巡るアメリカ・カナダ 秋の東海岸クルーズ」
- 第9回「人気リゾート・ハワイの大自然とパワースポットを巡るハワイ４島クルーズ」
- 第10回「ヨーロッパを貫く交易路 中世の佇まいを感じるドナウ河リバークルーズ」
- 第11回「LA発大自然を体感　メキシカンリビエラ（英語版）クルーズ[2]」
- 第12回「22万トン・世界最大の客船で行く常夏の西カリブ海クルーズ」
- 第13回「日本最大の客船 飛鳥IIで巡るオセアニアクルーズ」
- 第14回「ドバイ・アラビア半島　神秘のアラビアン・ナイトクルーズ」
- 第15回「美しき南フランスとスペイン、地中海・世界遺産周遊クルーズ」
- 第16回「新造船"MSCプレチオーサ（英語版）"盛大な命名式と地中海クルーズ」
- 第17回「日本発着　アジアクルーズ　サン・プリンセスで航く横浜～韓国癒しの旅」
- 第18回「コスタ・マジカ（英語版）で航く　絶景！エーゲ海クルーズ」
- 第19回「イタリアンシップで巡る美と食の日本一周クルーズ」
- 第20回「ラグジュアリー客船「ポール・ゴーギャン（英語版）」で航く楽園タヒチ、フレンチポリネシアンクルーズ」
- 第21回「大型エンターテインメントシップで自由に遊ぶ、地中海フリースタイルクルージング！」
- 第22回「オールスイート六つ星客船で贅沢な旅　サンクトペテルブルクと北欧バルト海クルーズ」
- 第23回「英国の気品漂う 壮麗な新客船「ロイヤル・プリンセス」で巡る地中海クルーズ」
- 第24回「ショートクルーズを満喫!! 「スーパースター・ヴァーゴ」で楽しむアジアンリゾート」
- 第25回「圧巻の大氷河を楽しむ！大自然とネイティブアメリカン文化に触れるアラスカクルーズ」
- 第26回「風と太陽を感じて海原を航く、本格帆船で巡るエーゲ海クルーズ」
- 第27回「水の都ベニスから紺碧の海に浮かぶギリシャの美しい島々をアイランドホッピング」
- 第28回「アジアのダイナミズムを体験！アジア4か国 南シナ海クルーズ」
- 第29回「初秋のニューイングランド・カナダプレミアムクルーズ」
- 第30回「最新鋭のNYスタイルシップで行く 南の楽園カリブ海クルーズ」
- 第31回「海から眺める日本の美。『にっぽん丸』で航く済州島、海峡花火と阿波踊り」

◎ 世界豪華客船紀行2時間スペシャル
「ヘミングウェイが愛したカリブ海　キューバクルーズ」　
- 第32回「フランススタイルの贅沢アジアクルーズ」
- 第33回「世界最大の帆船で愉しむ大人リゾート、南カリブ海クルーズ」
- 第34回「大型アメリカンシップで巡るアジア3か国周遊クルーズ」
- 第35回「神秘なる冬の地中海、美しき客船で絶景の孤島を訪ねる旅」
- 第36回「東洋に見る西洋の輝き、世界遺産の街並みと幻想的な世界」

◎ 世界豪華客船紀行2時間スペシャル
「クイーン・エリザベス世界一周クルーズ第1弾 女王船の素顔」　
- 第37回「クイーン・エリザベス世界一周クルーズ第2弾 女王船初寄港に湧く日本の港」

◎ 世界豪華客船紀行2時間スペシャル
「クイーン・エリザベス世界一周クルーズ ファイナル 女王船の全て」
◎ 世界豪華客船紀行2時間スペシャル
「悠久の古都　ミャンマーのバガン遺跡を訪ねる珠玉のアジアクルーズ」
- 第39回「洋上の貴婦人『シークラウドⅡ（英語版）』で巡る、スペイン芸術クルーズ」

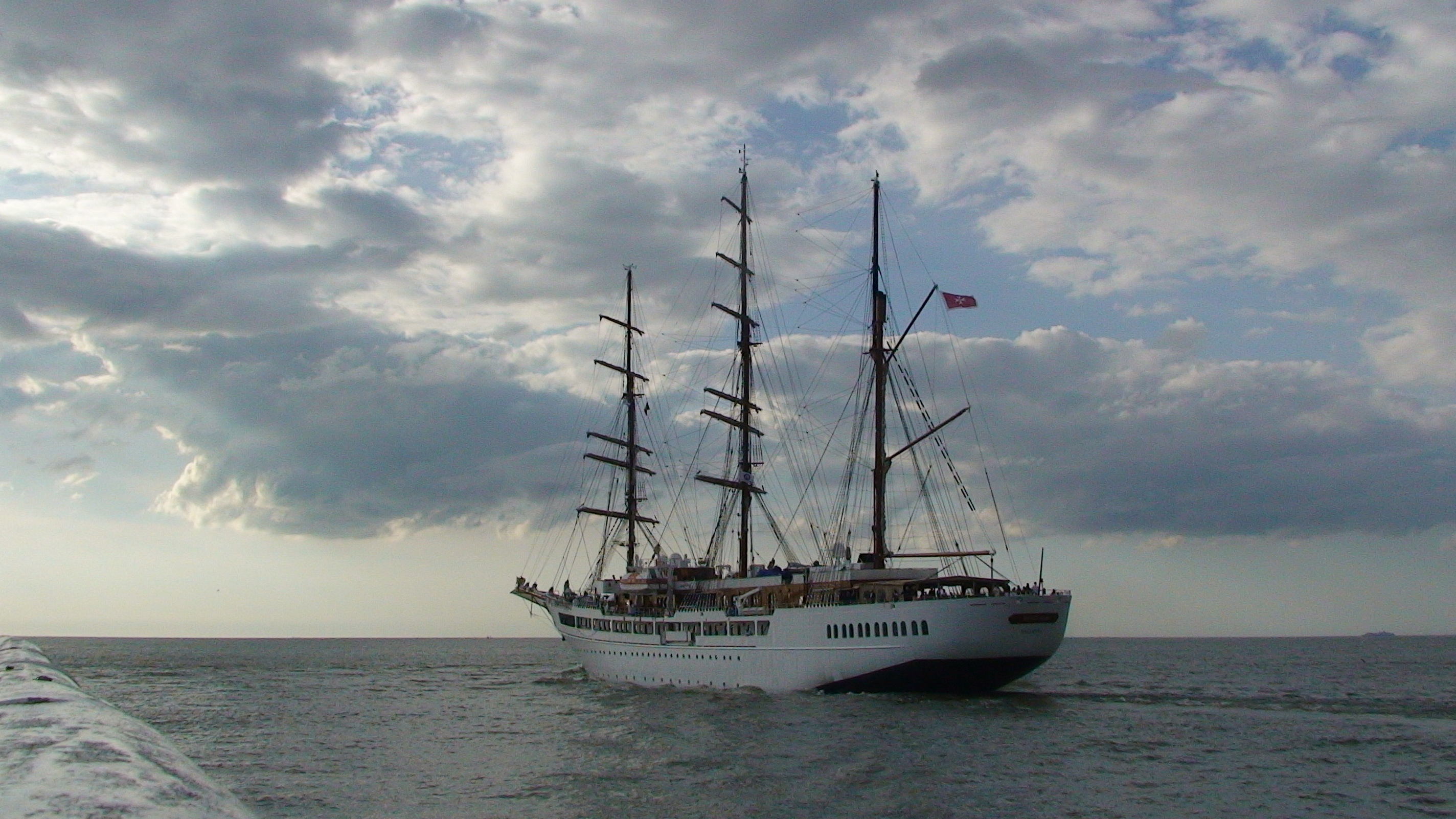
シークラウドII

◎ 世界豪華客船紀行2時間スペシャル
「美しきドナウの調べ、優雅に愉しむクラシックコンサートクルーズ」
- 第40回「壮大なる大自然　ラグジュアリー船で巡る秘境アマゾン探検クルーズ」

◎ 世界豪華客船紀行2時間スペシャル
「魅惑の地中海 世界遺産を巡る極上の旅」　
- 第41回「絶景の世界遺産の中を流れゆく 北欧フィヨルドクルーズ」

◎ 世界豪華客船紀行2時間スペシャル
「憧れの地中海　自然豊かな美しい島々を巡るアイランドクルーズ」　
- 第42回「洋上のテーマパーク、アジア最大のアミューズメントシップで楽しむ日本発着クルーズ」

◎ 世界豪華客船紀行2時間スペシャル
「母なる大河ボルガ川クルーズ　世界遺産を巡る旅」
- 第43回「和のおもてなし 紅葉と美食で楽しむ『飛鳥IIクルーズ』」

◎ 世界豪華客船紀行スペシャル
「地中海 世界遺産を巡る旅」
「洋上の宝石 煌びやかなイタリア客船で巡るエーゲ海・黒海クルーズ」
- 第44回「雄大な自然を満喫！！　世界遺産を船から堪能、北海道周遊と夏のサハリンクルーズ」

◎ 世界豪華客船紀行スペシャル（2015年1月8日、クリスタル・クルーズ）
「美しき紅葉と世界に愛される美食 贅沢の極みを味わうアメリカ・カナダクルーズ」